# 燕贻堂
燕贻堂是位于中国浙江省永康市方岩镇下象瑚里村的一处清代民居，坐西朝东，平面布局为正方形四合院建筑，面积802.7平方米。燕贻堂与同在一村的占鳌公祠、仁寿堂和慈孝堂为同一家族所有的一组建筑，列入浙江省文物保护单位。